# Eku Edewor
Eku Edewor, pseudonimo di Georgina Chloe Eku Edewor-Thorley (Londra, 18 dicembre 1986), è un'attrice e conduttrice televisiva britannica con cittadinanza nigeriana, conosciuta per il ruolo di Nneka nella serie televisiva Castle & Castle.

## Filmografia

### Cinema
- Sex & Drugs & Rock & Roll, regia di Mat Whitecross (2010)
- Flower Girl, regia di Michelle Bello (2013)
- When Love Comes Around, regia di Afe Olumowe (2014)
- Your Excellency, regia di Funke Akindele (2019)
- Breath of Life, regia di BB Sasore (2023)

### Televisione
- Castle & Castle - serie TV, 19 episodi (2018-2021)

## Riconoscimenti
- Ghana Movie Awards
  - 2014 – Best Actor, African Collaboration[3]